# Крик, Эрнст
Эрнст Крик (нем. Ernst Krieck; 6 июля 1882, Фёгисхайм — 1947, Мосбург-на-Изаре) — немецкий теоретик и пропагандист национал-социалистической образовательной теории и культурной политики.

## Биография
Эрнст Крик родился 6 июля 1882 года в Фегисхайме в Бадене. Он происходил из бедной семьи. Жизнь была трудной, учиться в школе не было возможности. Десятилетним мальчиком он покинул семью и поступил в реальную школу в Мюльгейме. В 1898 году он поступает слушателем на педагогический семинар в Карлсруэ и по окончании курса в 1900 становится младшим учителем народной школы.
В 1922 году опубликовал книгу «Философию образования». За эту книгу он получил звание почетного доктора Университета в Гейдельберге. В 1924 году он оставил преподавательскую деятельность, чтобы иметь возможность дальше развивать свою «чистую» педагогическую науку в качестве независимого исследователя. В 1928 году Крик стал профессором Педагогической академии во Франкфурте-на-Майне.
1 января 1932 года он стал членом НСДАП и Национал-социалистической ассоциации учителей. Из-за нацистской агитации он был отстранен от должности профессора в 1932 году. После захвата власти национал-социалистами он стал единственным кандидатом на должность ректора Франкфуртского университета. Он был первым национал-социалистом, ставшим ректором немецкого университета. Одним из первых решений Крика на посту ректора было публичное сожжение книг на площади Рёмерберг 10 мая 1933 года
Крик стал редактором основанного им национал-социалистического журнала по педагогике Volk im Werden, который выходил каждые два месяца с 1933 по 1943 год. Работает в Службе безопасности рейхсфюрера СС с 1934 по 1938 гг. В 1934 году Крик занял кафедру философии и образования в Гейдельбергском университете, где безуспешно пытался инициировать научную и университетскую реформу в соответствии со своими идеями. Идеи книги «Völkisch-Politische Anthropologie» (1938), которую Крик считал «стержнем» своей идеологии, вызвали бурную реакцию у нацистских расовых теоретиков — прежде всего у Вильгельма Хартнаке (1878-1952). Крик, в частности, публично обвинил образовательную теорию Хартнаке в "архиреакционности" и "насмешке над национал-социалистическим национальным сообществом", поскольку она защищает монополию буржуазии на владение собственностью и удерживает детей рабочего класса от получения высшего образования. В споре Хартнаке представлял концепцию расы, широко распространенную в естественных науках того времени, тогда как Крик рассуждал исключительно идеологически. После спора Крик ушел со всех партийных и академических постов.
В 1939 году Крик стал сотрудником Антисемитского института по изучению и устранению еврейского влияния в немецкой церковной жизни. Кроме того, он стал почетным членом Имперского института истории Новой Германии. 1944 году он был назначен руководителем Национал-социалистической ассоциации преподавателей.
После окончания Второй мировой войны Крик был уволен из университета оккупационными войсками США и интернирован в Мосбург-на-Изаре. Он умер в заключении 19 марта 1947 года.

## Философия

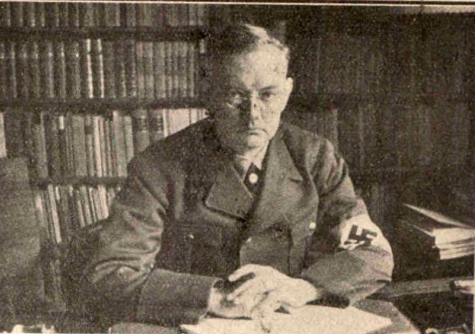
Эрнст Крик в 1935 году

Крик разработал свои идеи расовой педагогики и националистической школы до прихода нацистов к власти в 1933 году. Система образования и науки, с его точки зрения, должна быть политически ангажирована. Она должна служить интересам развития националистического государства, народа, расы. Крик осуждает эмансипацию женщин, индивидуализм и либеральные ценности.
Первоначальные идеи сконцентрированы в работе «Немецкая государственная идея», в современных терминах продолжившей традицию немецкого национализма, заложенную Фихте и Гегелем. Философ критиковал социологическую теорию Макса Вебера за «объективизм», причислив его к «лишившимся корней интеллектуалам». Со временем он обратился к политическому мифу, который считал главной реальностью, подлежащей философскому рассмотрению.

## Издания на русском языке
- Крик, Эрнст. Преодоление идеализма : основы расовой педагогики / Эрнст Крик ; пер. с нем. А.М. Иванова ; под ред. В.Б. Авдеева и А.М. Иванова. — М., 2004. — 421, [6] с.; 20 см. — (Библиотека расовой мысли).; ISBN 5-7619-0185-4